# Edward Conze
Eberhart (Edward) Julius Dietrich Conze  (1904–1979) byl britsko-německý spisovatel, známý díky své překladatelské činnost buddhistických textů.
Narodil se v Londýně. Doktorát obdržel na University of Cologne v roce 1928. Během nacistické éry se stal zastánce komunismu. Byl vědeckým pracovníkem University of London a University of Oxford. Česky vyšla jeho kniha Stručné dějiny buddhismu.